# آتش افروزان
آتش افروزان (فرانسوی: Les Pétroleuses‎) یک فیلم کمدی وسترن محصول مشترک بین‌المللی فرانسوی، اسپانیایی، ایتالیایی و بریتانیایی محصول ۱۹۷۱ به کارگردانی کریستین-ژاک و با بازی کلودیا کاردیناله و بریژیت باردو است.

## هنرپیشگان
- کلودیا کاردیناله در نقش ماری سارازین
- بریژیت باردو در نقش لوئیز با نام مستعار فرنچ کینگ
- مایکل جی پولارد در نقش مارشال
- پتی شپرد در نقش پتیت پلویی
- اما کوهن در نقش ویرجینی
- ترزا گیمپرا در نقش کارولین
- اسکار دیویس در نقش متیو
- ژرژ بلر در نقش مارک
- پاتریک پرژان در نقش لوک
- روکاردو سالوینو در نقش ژان
- هانری چرنیاک در نقش دکتر میلر
- والری اینکینوف در نقش گاو تف کردن
- میشلین پرسل در نقش عمه املی
- دنیس پروونس در نقش Mlle. لتلیر
- لروی هاینز در نقش مارکیز
- خوزه لوئیس لوپز وازکز در نقش آرایشگر
- مانوئل سارسو به عنوان بازیکن رولت
- ژاک ژوانو در نقش ام. لتلیه
- رائول دلفوسه در نقش لو کورناک
- فرانس داگناک در نقش الیزابت[۳]
- خوزه ماریا کافارل

## اکران
اولین نمایش آتش افروزان در ۱۷ دسامبر ۱۹۷۱ در سینما بالزاک پاریس بود.

## استقبال

### پاسخ انتقادی
این فیلم به‌طور کلی نقدهای منفی دریافت کرد. بازی باردو به‌ویژه توسط ژان لوپ پاسک مورد انتقاد قرار گرفت، او خاطرنشان کرد که او در فضای اکشن فیلم چقدر ناراحت‌کننده به نظر می‌رسید. نگارش در ورایتی ژن مسکوویتز این فیلم را «قابل پیش‌بینی، ساده‌لوح و خام‌دست» واپس زد، در حالی که تام میلن آن را «به شدت خنده‌دار» خواند.